# Rodgers Island (Maine)
Rodgers Island (oder Rogers Island) ist eine Insel auf dem Gebiet des Orts Lubec, im Washington County im US-Bundesstaat Maine.

## Informationen und Daten
Die Rodgers Island befindet sich in der Johnson Bay in Maine und New Brunswick. 
Die Insel ist unbewohnt.
Die Insel hat eine Länge von ca. 890 Metern, eine Breite von ca. 118 Metern. Die höchste Erhebung auf der Insel liegt bei 28 Metern.